# Christine Goodwin
Christine Goodwin (4 de junho de 1937 – 8 de dezembro de 2014) foi uma ativista britânica pelos direitos dos transgêneros que desempenhou um papel crucial em forçar o governo do Reino Unido a introduzir a Lei de Reconhecimento de Gênero de 2004. Ela era uma ex-motorista de ônibus que passou por uma cirurgia de redesignação sexual em 1990, no Hospital Charing Cross, em Londres, antes de finalmente desafiar o governo do Reino Unido no Tribunal Europeu de Direitos Humanos sobre sua incapacidade de receber uma pensão estatal na mesma idade que outras mulheres. Na disputa judicial de Goodwin vs. Reino Unido, a corte europeia decidiu que o Reino Unido havia violado seus direitos sob a Convenção Europeia dos Direitos Humanos. Em resposta, o Reino Unido introduziu a Lei de Reconhecimento de Gênero de 2004.
Em 8 de dezembro de 2014, Goodwin morreu devido a uma doença crônica. Goodwin foi aclamada como "uma pioneira dos direitos trans" e uma "pioneira" pela rede de direitos trans Transgender Europe.

## Preconceito e transição de gênero

A bandeira transgênero foi criada por Monica Helms em 1999

Christine Goodwin passou por uma cirurgia de redesignação de gênero em 1990, em um hospital do Serviço Nacional de Saúde. A cirurgia foi paga integralmente e totalmente fornecida pelo Serviço Nacional de Saúde. O Serviço Nacional de Saúde do Reino Unido foi criado em 1948, 42 anos antes da cirurgia de Goodwin, a fim de fornecer cuidados baseados nas necessidades e contornar os limites monetários das pessoas. Desde então, ela continuou a trabalhar em empregos diferentes. No entanto, em muitos desses locais de trabalho, ela seria discriminada de várias maneiras.
Após sua cirurgia, ela foi continuamente assediada no trabalho devido à sua identidade transgênero. A experiência de Christine Goodwin não foi isolada. Um estudo no Reino Unido em 2024 descobriu que 79% dos indivíduos transgêneros relataram assédio no trabalho. Após o assédio contínuo, Goodwin tentou abrir um processo por assédio sexual no Tribunal do Trabalho, mas não teve sucesso, pois o Tribunal alegou que ela ainda era um homem perante a lei. O Tribunal, criado para que os funcionários pudessem obter um tratamento justo de seus empregadores, não saciou Goodwin. Ela logo seria demitida deste emprego pelo que foi alegado como motivos relacionados à sua saúde, embora ela afirme que foi devido à sua identidade de gênero como uma pessoa trans. Após essa experiência como uma pessoa transgênero no local de trabalho, ela mudou para outro emprego.
Neste trabalho, Goodwin temia que seus empregadores descobrissem que ela era transgênero novamente. Para evitar isso, ela tentou esconder seu passado o melhor possível. No entanto, isso significava que ela teria que se recusar a entregar seu número do Seguro Nacional aos seus empregadores porque não recebeu um atualizado. Um número do Seguro Nacional é exigido de todos os cidadãos trabalhadores no Reino Unido, então não usar um era um obstáculo difícil. Ela havia solicitado um número do Seguro Nacional ao Departamento de Previdência Social, mas foi negado. Goodwin finalmente deu ao seu empregador seu número do Seguro Nacional. Ela estava relutante em entregar seu número do Seguro Nacional devido ao fato de que ele pode ser usado para rastrear seus antigos empregadores, que saberiam que ela havia feito a transição e informariam seus empregadores atuais sobre sua identidade transgênero. Ela teria alegado após enviar seu número do Seguro Nacional que, "Os colegas pararam de falar com ela e ela foi informada de que todos estavam falando sobre ela pelas costas", após entregar seu número do Seguro Nacional.
Além disso, ela evitou revelar ou apresentar sua certidão de nascimento em qualquer capacidade devido ao medo de assédio sobre sua identidade transgênero e evitar o que aconteceu com seu número de Seguro Nacional. Esse medo de apresentar sua certidão de nascimento fez com que ela se sentisse incapaz de relatar à polícia que 200 euros foram roubados dela. Além disso, ela não conseguiu obter seu subsídio de combustível de inverno, fornecido no Reino Unido para aquecimento e redução de custos de energia, para a mesma guarda de sua certidão de nascimento. Sem ter uma certidão de nascimento utilizável, Goodwin não podia fazer nenhum empréstimo, limitando ainda mais seus direitos e liberdade. Ela continuou a pagar o custo mais alto do seguro automóvel que é padrão para homens. Goodwin também não conseguiu obter uma pensão aos 60 anos. No Reino Unido, os homens recebiam suas pensões aos 65 anos, enquanto as mulheres as recebiam aos 60. Goodwin teve sua pensão negada aos 60 anos porque sua certidão de nascimento ainda a rotulava como um homem e, portanto, ela ainda era um homem na visão do governo. Não poder apresentar sua certidão de nascimento e não obter uma com seu gênero afirmado continuou a representar problemas para Goodwin.
Christine Goodwin recebeu alguma assistência do governo, mas não adiantou muito, pois eles ainda estavam relutantes em lhe dar reconhecimento de gênero. O Departamento de Previdência Social permitiu que ela pagasse contribuições diretas ao Seguro Nacional, que podem qualificar os cidadãos para certos benefícios e fornecer uma pensão. Isso fez com que seu empregador não soubesse que seu gênero legal era masculino, devido ao fato de que os empregadores automaticamente dão contribuições ao Seguro Nacional para todos os homens. Seus arquivos também foram marcados como "sensíveis", o que exigia maior autorização para acessá-los, mas também fazia com que ela tivesse que marcar consultas especiais sempre que desejasse fazer algo envolvendo isso. Apesar dessa ajuda, ela continuaria a receber cartas endereçadas ao seu nome que lhe foi dado ao nascer e ainda era identificada como homem pelo Departamento de Previdência Social.

## Disputa judicial de Christine Goodwin contra o Reino Unido

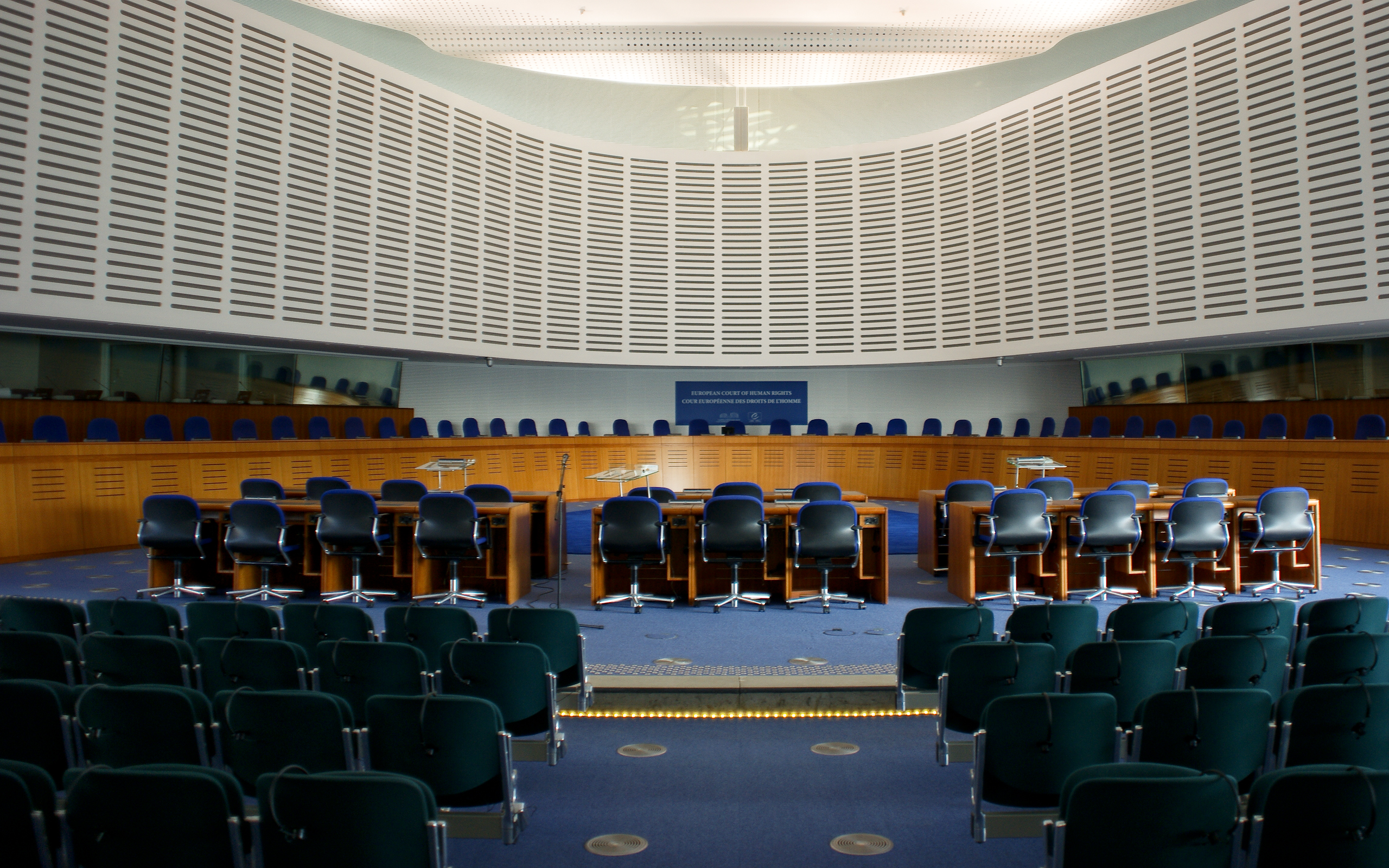
O Tribunal Europeu dos Direitos Humanos em Estrasburgo

Antes do caso de Christine Goodwin vs. Reino Unido, não havia um sistema para alterar os marcadores de gênero nas certidões de nascimento. Da mesma forma, o seu gênero biológico era indicado no Departamento de Segurança Social através do seu número de segurança social e do seu número de Seguro Nacional.
Em qualquer situação em que fosse obrigada a apresentar qualquer um desses três itens de identificação, ou quando eles corressem o risco de vir à tona, seu gênero biológico era revelado. Por conta disso, Goodwin sentia-se incapaz de acessar muitos serviços disponíveis. Ela decidiu entrar com uma ação judicial contra o governo do Reino Unido em 2001, por meio do Tribunal Europeu de Direitos Humanos.
Christine Goodwin tinha 60 anos na época do processo e era representada pelo escritório de advocacia Bindman and Partners. Seu caso foi baseado na discriminação que ela enfrentou devido à sua certidão de nascimento citá-la como "masculina". Goodwin alegou que esse marcador de gênero causou sua discriminação no trabalho, incluindo uma demissão de um emprego anterior e sua incapacidade de se casar com um homem. Ela também não poderia receber uma pensão na idade que as mulheres no Reino Unido tinham, o que na época era diferente da idade masculina em cinco anos.
O caso de Goodwin baseou-se especificamente nas violações dos artigos 8, 12, 13 e 14 da Comissão Europeia dos Direitos Humanos.

### Análise das violações

#### Artigo 8: violações e veredito
O Artigo 8 afirma: "Toda pessoa tem direito ao respeito pela sua vida privada (...)", de acordo com a Convenção Europeia dos Direitos Humanos, tal como estabelecida em 1950. Os advogados de Goodwin argumentaram que o gênero biológico de Goodwin fazia parte da sua vida privada e que a sua incapacidade de aceder a serviços básicos sem que parte da sua vida privada viesse à tona violava o Artigo 8. O Governo rebateu com a alegação de que a alteração do sistema de números DSS e números NI para indivíduos transgénero permite mais possibilidades de fraude, e que havia outras medidas legais que poderiam ser tomadas para evitar a discriminação que Goodwin tinha enfrentado. O Tribunal declarou:
"O stress e a alienação resultantes da discordância entre a posição social assumida por um transexual pós-operatório e o estatuto imposto pela lei que se recusa a reconhecer a mudança de género não podem, na opinião do Tribunal, ser considerados como um pequeno inconveniente resultante de uma formalidade."
Assim, o Tribunal concordou com a requerente, Goodwin. Eles acreditavam que seu direito à privacidade havia sido violado.

#### Artigo 12: violações e veredito
O Artigo 12 discute o direito ao casamento. Na Convenção Europeia dos Direitos Humanos, afirma-se que; "Homens e mulheres em idade núbil têm o direito de se casar e de constituir família, de acordo com as leis nacionais que regem o exercício desse direito." Como Goodwin argumentou que, embora fosse vista como mulher, tivesse passado por uma cirurgia de redesignação de gênero e estivesse em um relacionamento com um homem, ainda não podia se casar com ele de acordo com os estatutos atuais e como isso era uma violação do Artigo 12, o Governo argumentou que o assunto deveria ser deixado para os tribunais distritais. A declaração do Tribunal foi:
"Embora caiba ao Estado Contratante determinar, inter alia, as condições em que uma pessoa que reivindica o reconhecimento legal como transexual estabelece que a mudança de género foi devidamente efectuada ou em que os casamentos passados deixam de ser válidos e as formalidades aplicáveis a casamentos futuros (incluindo, por exemplo, as informações a serem fornecidas aos futuros cônjuges), o Tribunal não encontra qualquer justificação para impedir o transexual de usufruir do direito de casar em quaisquer circunstâncias."
Assim, o Tribunal concordou com Goodwin e lhe concedeu o direito de desfrutar de um casamento entre pessoas do sexo oposto.

#### Artigos 13 e 14
Goodwin também apresentou argumentos para o desrespeito de seus direitos, conforme previsto nos artigos 13 e 14, que o tribunal não reconheceu como violados. O artigo 13 garante o direito de obter reparação por quaisquer irregularidades cometidas que foram protegidas pela Convenção. O Tribunal decidiu que ela era elegível para receber indenização no momento de seu processo judicial, portanto, o artigo 13 não havia sido violado. O artigo 14 certifica que qualquer cidadão é elegível para quaisquer direitos sem discriminação com base em gênero, raça e outras qualidades, que Goodwin argumentou que a discriminação com base em seu gênero biológico a impedia de exercer seus direitos. O Tribunal determinou que nenhuma questão de direitos limitados foi abordada aqui que não já tivesse sido abordada pela violação confirmada do artigo 8.

### Decisão final
Em 2 de junho de 2002, o Tribunal Europeu de Direitos Humanos decidiu que os direitos de Christine Goodwin foram violados o suficiente para receber uma indenização. Ela recebeu o direito de se casar com alguém do sexo oposto e de receber proteção de colegas de trabalho e outras pessoas para que não vissem seu gênero biológico em documentos de identificação. Por causa disso, a Lei de Reconhecimento de Gênero foi aprovada para permitir que seus direitos se concretizassem para ela e outras pessoas transgênero no Reino Unido. Ela também recebeu 39 mil euros.

## Lei de Reconhecimento de Gênero

### Visão geral

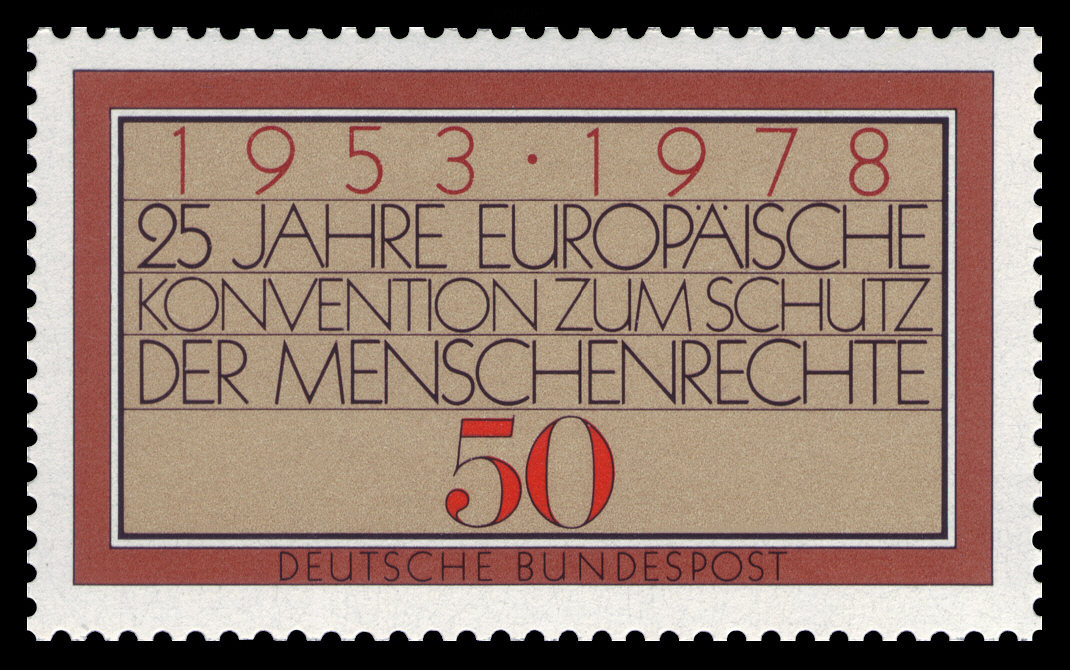
Lei de Reconhecimento de Gênero foi promulgada após Goodwin ter levado seu caso judicial contra o Reino Unido na Convenção Europeia dos Direitos Humanos

A Lei de Reconhecimento de Gênero foi uma lei muito debatida no Reino Unido que entrou em vigor após o processo judicial de Christine Goodwin contra o Reino Unido, onde eles decidiram que o Reino Unido havia violado seus direitos sob a Convenção Europeia dos Direitos Humanos. Um Certificado de Reconhecimento de Gênero é o documento oficial que confirma que uma pessoa atendeu aos requisitos para reconhecimento legal em seu gênero adquirido. "A Lei de Reconhecimento de Gênero de 2004 (GRA) permite que adultos transgêneros se inscrevam no Painel de Reconhecimento de Gênero para receber um Certificado de Reconhecimento de Gênero (GRC). Os candidatos aprovados, que recebem um GRC completo, são, a partir da data de emissão, considerados por lei como sendo de seu gênero adquirido."
O objetivo da lei é dar às pessoas com disforia de gênero um reconhecimento legal de sua identidade de gênero. Qualquer pessoa nascida no Reino Unido ou no exterior com autoridades britânicas agora é elegível para obter uma nova certidão de nascimento para seu gênero legal reconhecido. Esta lei protege os direitos das pessoas transgênero, negando aos empregadores a capacidade de obter informações sobre a Lei de Reconhecimento de Gênero.

### Contexto judicial do caso Arthur Corbett
A lei foi redigida em resposta a decisões judiciais de Tribunais Europeus de Direitos Humanos, nos caso de Corbett e Goodwin vs. Reino Unido. O primeiro trata-se de um episódio de divórcio relacionado ao direito de família ocorrido em 1970, envolvendo Arthur Corbett, que buscava a anulação de seu casamento com April Ashley, uma mulher transgênero. Após 14 dias de casamento, Arthur desejou anular o casamento. O fundamento legal de Corbett para o fim do casamento era que o casamento era inválido, considerando que Ashley é biologicamente homem, e o casamento só seria válido entre um homem e uma mulher. O tribunal decidiu que, em relação ao casamento, Ashley era um homem biológico desde o nascimento. Por isso, como "o casamento é e sempre foi reconhecido como a união de um homem e uma mulher", o casamento foi considerado nulo. Como resultado deste caso, as maneiras pelas quais pessoas transgênero e intersexo obtiveram reconhecimento legal de seu gênero cessaram até a introdução da Lei de Reconhecimento de Gênero.
Em 2 de junho de 2002, os Tribunais Europeus de Direitos Humanos decidiram, no caso Goodwin v. Reino Unido, que a impossibilidade de uma pessoa transgênero alterar seu sexo em documentos legais constituía uma violação de seus direitos previstos na Convenção Europeia dos Direitos Humanos. Essa decisão levou à Lei de Reconhecimento de Gênero, apresentada à Câmara dos Lordes em 2003. Em fevereiro de 2004, a lei obteve 155 votos a favor e 57 contra, e em julho de 2004, 355 votos a favor e 55 contra. A lei entrou em vigor em 1º de julho de 2004.

### Análise da jurisprudência pós-lei
O ato foi originalmente celebrado por organizações transgênero no Reino Unido, mas à medida que as leis transgênero avançavam ao redor do mundo, os problemas começaram a ser destacados na Lei de Reconhecimento de Gênero, por pessoas e legislação. Na década de 2010, a Lei de Reconhecimento de Gênero de 2004, bem como a Lei da Igualdade de 2010, enfrentaram escrutínio e foram revisadas. Em dezembro de 2019, a Biblioteca dos Comuns publicou uma revisão do Processo de Reconhecimento de Gênero, com foco em suas deficiências.
Em um relatório de junho de 2020, a Comissão Europeia classificou os processos legais para reconhecimento de gênero em 28 países europeus em cinco categorias de acordo com o nível de barreiras de acesso. A Lei de Reconhecimento de Gênero de 2004 foi classificada na segunda categoria mais baixa devido aos seus "requisitos médicos intrusivos", que não atendem aos padrões internacionais de direitos humanos. Embora este relatório tenha sido publicado, o governo do Reino Unido decidiu manter a lei actual e não efectuar quaisquer alterações legislativas relativamente à Lei de Reconhecimento de Gênero de 2004.